# 첵메드 바트촐롱
첵메드 바트촐롱(몽골어: Цэгмэдийн Батчулуун, 1987년 2월 4일 ~ )은 몽골의 체스 선수이다. 2012년 그랜드마스터 칭호를 획등하였다. 2006년, 2014년, 2015년 몽골 체스 선수권 대회에서 우승하였다.